# 殿方ご免遊ばせ
『殿方ご免遊ばせ』（とのがたごめんあそばせ、Une Parisienne）は、1957年のフランス・イタリアのロマンティック・コメディ映画。
監督はミシェル・ボワロン、出演はブリジット・バルドーとシャルル・ボワイエなど。
浮気者の大統領秘書官と結婚したフランス大統領の娘が、仕返しに国賓である某国女王の夫君を相手に浮気騒動を繰り広げる姿を描いた、バルドーの代表作である。

## ストーリー
フランス大統領の娘ブリジットは大統領秘書官でプレイボーイのミシェルに夢中。
あまりに強引なブリジットに、ミシェルはほとほと迷惑していたが、ふとしたことからブリジットと結婚せざるを得なくなる。
愛するミシェルと結婚できて幸せのはずのブリジットだったが、結婚後も相変わらず女性関係が派手なミシェルに遂に激怒。
自分も浮気をするとミシェルに宣言する。しかもその相手はフランスを訪問中のグレタ女王の夫君シャルル大公だという。
「ブリジットに浮気などできるわけがない、しかもシャルル大公が相手などありえない」と高をくくっていたミシェルだったが、ブリジットと連絡が取れなくなるのと同時にシャルル大公が公式の場を欠席したことから急に不安になる。
そのころブリジットはシャルル大公と二人きりのアヴァンチュールを楽しんでいた。

## キャスト
※括弧内は日本語吹替（初回放送1969年1月2日『木曜洋画劇場』）
- シャルル大公: シャルル・ボワイエ（川久保潔） - グレタ女王の夫君。
- ミシェル・ルグラン: アンリ・ヴィダル（フランス語版）（広川太一郎） - 大統領秘書官。
- ブリジット・ローリエ: ブリジット・バルドー（中村晃子） - フランス大統領の娘。
- グレタ女王: ナディア・グレイ（フランス語版）
- ローリエ大統領: アンドレ・リュゲ（フランス語版）（巌金四郎） - ブリジットの父。

他に、ブリジット・バルドーを向井真理子が吹き替えたバージョンも存在する。

## 製作
撮影期間は1957年3月20日から同年5月31日まで。